# Ботсванская государственная библиотечная служба
Национальная библиотечная служба Ботсваны является легальным хранилищем и библиотекой авторских прав для Ботсваны. Она была официально открыта 8 апреля 1968 года. Она стремится стать библиотекой мирового класса и информационным центром. Библиотека считается одной из самых централизованных в мире, так как она отвечает за профессиональное развитие всех библиотек в Ботсване, включая академические.

## История
Учреждается в сентябре 1967 года в соответствии с Актом Национального собрания Ботсваны. Президент сэр Серетсе Хама, первый президент Республики Ботсвана, официально открыл службу 8 апреля 1968 года. Это был один из семи департаментов Министерства труда и внутренних дел. Его миссия состояла в том, чтобы сохранить национальное литературное наследие и предоставить общественности информационные и образовательные услуги.
По данным Организации Объединённых Наций, по состоянию на 2003 год примерно 81 процент взрослых жителей Ботсваны являются грамотными.

## Услуги
Библиотека предлагает множество услуг, в том числе:
- Мобильный библиотечный сервис
- Почтовая служба
- Справочная служба
- Служба заявок на бронирование
- Детский Сервис
- Служба компьютерного обучения
- Международный стандартный номер книги (ISBN)
- Карты

## Отделы
Библиотека в настоящее время включает в себя множество отделов, в том числе:
- Служба библиографической поддержки
- Национальная справочная библиотека
- Отдел публичных библиотек
- Библиотечная служба для людей с ограниченными возможностями
- Проекты, исследования и публикации

## Программы
В настоящее время библиотека предлагает своим читателям множество программ, в том числе:
- Клуб чтения
- Помощь в выполнении домашних заданий
- Молодёжный компьютерный тренинг
- Шрифт Брайля
- Мотсведский реабилитационный центр
- Повествование
- Искусство и ремесло
- Обсуждение Здоровья